# Apoproteïne
Een apoproteïne is dat deel van een proteïne of eiwit dat volledig uit aminozuren is opgebouwd. Samen met een eventuele prosthetische groep (algemeen: co-enzym, enkel indien er een covalente binding tussen het apo- en co-enzym bestaat wordt er gesproken over prosthetisch) vormen zij een volwaardig eiwit of holoproteïne.
Een voorbeeld van apoproteïne is apoferritine, de bolschilvormige eiwitstructuur van ferritine waarin overtollig ijzer wordt ingebouwd voor opslag in de lever en andere organen van het lichaam.
Een ander voorbeeld is apohemoglobine, de eiwitbestanddelen van hemoglobine zonder de karakteristieke heemgroepen.